# LF+R
LF+R（エルエフアール）は、ニッポン放送が1999年3月29日から2003年3月30日まで実施していたヤングタイム・深夜放送枠の総称。放送時間は21:30 - 28:30（翌朝4:30）。

## 概要
1999年3月29日に放送開始。同局のコールサインであるJOLFと同局の略称であるLFに「Love & Friends + Radio」（ラブ・アンド・フレンズ・レディオ）という意味を掛けたものである。従来の『オールナイトニッポン』に加え、平日や土曜日・日曜日・年末年始に「LF+R」の名を冠した番組を放送し、時報前に次番組予告として「ニッポン放送 LF+R。このあとは〝●●（番組名）〟です。時刻は○時です。」というものが流れていた他、各番組への投稿の葉書の宛先に際しても、「ニッポン放送 LF+R"●●（番組名）"係」とアナウンスしていた。
「LF+R」で採用していた電子メールアドレスの「 (@) allnightnippon.com」は、当初ニッポン放送の昼の番組でも使われていた（〜1999年9月。その後は現在の「@1242.com」に変更）。夜のヤング番組は従前どおりだが、『金子達仁のSports Press』や『川嶋あい 勇気の唄』など一部の番組では「@1242.com」のドメインが使われている。

## 『オールナイトニッポン』への影響
この「LF+R」の開始により、『オールナイトニッポン』ではさまざまな変化が見られ、開始時間帯が大幅に前倒しされたうえで2部制から3部制となり、夜帯が下記の英語表記をベースとしたものに改題。
- 『allnightnippon SUPER!』
月曜 - 金曜 22:00 - 24:00
- 『@llnightnippon.com』
月曜 - 土曜 25:00 - 27:00
- 『allnightnippon-r』
月曜 - 木曜 27:00 - 28:30 / 金曜・土曜 27:00 - 29:00

新時代の『オールナイトニッポン』を作るという名目で、22時から28時30分（29時）までを『オールナイトニッポン』の枠として捉え、初期の半年間『.com』枠では「BITTERSWEET SAMBA（ビタースウィート・サンバ）」をオープニングに流さない、各雑誌の広告内のキャッチフレーズに「ぼくらの、新しいラジオ。」、キャッチコピーに「さよならニッポン放送、さよならオールナイトニッポン」と銘打つなど、イメージの刷新を図っていた。
その背景には、1990年代後半の深夜放送並びにAMラジオ全体がラジオ離れの危機にあり、長期低落傾向が目に見えて現れて来たうえ、FM放送でも同様の番組が増えてきて差別化が図れなくなり、聴取者全体のパイが分散するなどして逆風は強くなっていったことにある。そんな中でパソコンや携帯電話、メールなど新しいツールに目をつけ、それらのIT機器とAMラジオの関係を融合させるべく夜帯の大改編の目玉として、この「LF+R」を立ち上げたのである。
また、1990年代末に『オールナイトニッポン』のパーソナリティも経験した平野友康など多数のインターネット関係者の協力の下、メールやインターネット放送などに対応した公式サイト「www.allnightnippon.com」を開設するなど、デジタルとアナログの融合を目指した、当時としては画期的な大改編を行った。
その一方で、初期においては、旧1部からパーソナリティを引き継いだ『SUPER!』枠がニッポン放送ローカルの放送となり、もう一つの柱であったインターネットラジオも、1999年の時点ではインターネットの常時接続システムが現在ほど普及していない、著作権の問題で各番組内でのオンエア曲が配信に乗らない、各番組内で入るCM（時間帯によってはCMフィラーも）が完全にカットされるなどの問題があった。この他にも、葉書の投稿受付を廃止（FAX、メールのみ）したが、携帯電話からのメール送受信サービスも普及しておらず、FAXもしくはパソコンからのメール利用に頼るしかなかった。当時、インターネットオンリーでの番組への参加手法をとっていたのは当ゾーンとジャパンエフエムネットワーク制作『IR3シリーズ』くらいであったが、FAXを残したこちらと違い、『IR3』は原則メール・BBS・チャットのみでの参加に限っていた点が異なる。
1999年秋以降は『SUPER!』枠が地方局へネット開始されたが、その他方で、一部のJRN系ラジオ局は『BATTLE TALK RADIO アクセス』（TBSラジオ）を受け入れることとなり、同時に『アクセス』の地方ネットも同時進行することとなり、TBSラジオとニッポン放送の2局（後に文化放送の『レコメン!』関東ローカル枠も加わり3局）による、夜ワイド番組の販売合戦の原因となった。その一方で、それまで一部の地方局で人気を博した夜間帯のワイド番組は、入れ替わるように消滅したり、別の時間帯への移動を余儀なくされていったのも事実である。
また、人気があった旧1部のパーソナリティのうち4組の担当の場を、時間の浅い22時台と23時台に移したことで、トークやコーナー内容に規制がかかり、パーソナリティは番組を深夜帯ほど自由に行うことが難しくなり、番組自体も深夜帯に比べ若年の聴取者層にも対応しうる内容が求められた。特にナインティナインはこの問題に深く言及し、旧1部最終回の際に「半年後には25時台に戻ってくる」というコメントをし、後述するように実際に元の枠に戻っている。反面、『.com』枠では、Webを活用した企画などで番組制作を試みたが、トーク・ネタコーナーを中軸に据えた「深夜放送」というシンプルな編成は少なくなった。
結果的には、開始から半年後の1999年10月に方針を大きく転換。前述の宣言を発したナインティナインが『SUPER!』枠から『.com』枠へ復帰し、放送形態も『.com』水曜担当のaiko同様に、箱番組が他の各番組に先駆けて廃止され、大半の番組が、いくつかの箱番組を残しつつ、従来のトーク・コーナー重視に方針転換する。また、葉書受付の再開や、『.com』枠でのオープニングテーマが「BITTERSWEET SAMBA」へ回帰など、かつてのスタイルが復活していった。

## 放送枠終了とその後
その後も、2000年に土曜深夜の23:30 - 25:00の90分枠に、かつて1部を担当した福山雅治を再起用した『福山雅治のオールナイトニッポンサタデースペシャル・魂のラジオ』を立ち上げたり、女性アイドルをパーソナリティに迎えた番組を増やしたり、番組間の連携を強めた企画を多数行ったが、肝心な勢いの回復には殆ど至らず、2002年にはTBSラジオ『JUNK』の開始などにより聴取率が低下。2003年3月30日で「LF+R」は終了し、夜帯が下記のように改題された。
- 『オールナイトニッポンいいネ!』
月曜 - 金曜 22:00 - 24:00
金曜のみ『長渕剛のオールナイトニッポンフライデースペシャル・今夜もバリサン』を放送。
- 『オールナイトニッポン』
月曜 - 土曜 25:00 - 27:00
- 『オールナイトニッポンR』
月曜 - 木曜 27:00 - 28:30 / 金曜・土曜 27:00 - 29:00

後年になってから、関係者内では、2010年の初頭から展開したステーションキャンペーン「人生を豊かに! ニッポンをもっと楽しもう計画」（2011年の東日本大震災によって展開を打ち切った）とともに語られなくなっていったが、このキャンペーンとは違い、当該時間帯の番組から羽ばたいた出演者も非常に多いことから、散発的には触れられたりジングルが流れることがある。
さらにその後は、オールナイトニッポンのメインターゲットとする年齢層より多少上の働き盛りや、さらに上になる団塊の世代など高年齢者を対象としたオールナイトニッポンを多数制作するように変わっていく。また、マスメディアで全く素顔を出さない芸能人などによるオールナイトニッポンも制作されるようになるなどして、現在に至っている。

## LF+R枠で放送されていたワイド番組
- allnightnippon SUPER!（月-金 22:00-24:00、ただし、2002年10月-2003年3月までは金は25:00終了）
- LF+RフライングNIGHT!→グローバーのウラナイ!（月-木 24:00-25:00）※
- @llnightnippon.com（月-土 25:00-27:00）
- allnightnippon-r（月-土 27:00-28:30、ただし、金は29:00終了。土はニッポン放送以外のネット局は29:00終了）
- 福山雅治のallnightnippon Saturday Special‘魂のラジオ’（土 23:30-25:00、2000年3月-）
- @llnightnippon.com SUNDAY HYPER REQUEST!（日 23:00-25:00、1999年4月-9月）※
- 桃乃未琴の@llnightnippon.com Sunday Request Night（日 23:00-25:00、1999年10月-2000年3月）※
- SILVAのallnightnippon Sunday Special‘Luv mode’（日 23:30-25:00、2000年4月-2001年3月）※
- 中澤裕子のallnightnippon Sunday Special（日 23:30-25:00、2001年4月-9月）※
- 中澤裕子のallnightnippon Sunday SUPER!（日 23:00-24:30、2001年10月-2003年3月）※
- 飯島愛の@llnightnippon Sunday.com（日 24:30-25:30、2001年10月-2003年3月）※

※印のついたものはニッポン放送ローカルで、ネット局はなかった（また、allnightnippon SUPER!も1999年9月まではニッポン放送ローカルだった）。
また、BSデジタル本放送が開始された2000年12月からは、BSフジとニッポン放送事業開発局の制作で『LF+Rモーニング YOUNG LIVE JAPAN』『ヤングライブニッポンLF+RミュージックTV』が毎週月〜金曜日に放送されていた時期があった（フジテレビ721でも同時放送された）。